# Sinus Carteiensis
Sinus carteiensis es una serie de monografías editadas por la Universidad Autónoma de Madrid. Los trabajos están dedicados a diferentes aspectos de la Arqueología y el Patrimonio, tanto histórico como documental, de la bahía de Algeciras en particular y del Estrecho de Gibraltar en general. Su nombre significa en latín "bahía de Carteia", y aunque se trata de una licencia, puesto que dicha expresión no está constatada en los textos clásicos, permite evocar la fuerte vinculación de la ciudad antigua de Carteia con la actual bahía de Algeciras/Bay of Gibraltar.  

## Inicio de la Serie
Esta serie se inició en la Universidad Autónoma de Madrid en 2012 con el patrocinio del Ayuntamiento de San Roque (Cádiz) y la refinería de Gibraltar-San Roque, y bajo la dirección de la profesora Dra. Lourdes Roldán Gómez, del Dpto. de Historia y Teoría del Arte. La creación de esta serie de trabajos monográficos se desarrolla en el marco del Grupo de Investigación de la citada universidad (HUM/F- 076).

## Dirección de la Serie
Prof. Dra. Lourdes Roldán Gómez, del Dpto. de Historia y Teoría del Arte de la Universidad Autónoma de Madrid.  

## Secretariado de la Serie
Prof. Dr. Juan Blánquez Pérez, del Dpto. de Prehistoria y Arqueología de la Universidad Autónoma de Madrid.

## Consejo de Redacción de la Serie
Dra. Lourdes Roldán Gómez (Universidad Autónoma de Madrid), Dr. Juan Blánquez Pérez (Universidad Autónoma de Madrid), Dr. Manuel Bendala Galán (Real Academia de Doctores de España), Dr. Sergio Martínez Lillo (Universidad Autónoma de Madrid), Dr. Darío Bernal Casasola (Universidad de Cádiz), D. Antonio Pérez Girón (Ayuntamiento de San Roque. Cronista oficial), D. Nicolás Moncada García (Arquitecto Municipal del Ayuntamiento de San Roque), Presidente de la Comisión de Urbanismo del Colegio Oficial de Arquitectos de Cádiz.

## Comité científico de la Serie
D. Juan Alonso de la Sierra Fernández (Director del Museo de Cádiz), Dra. Ana Margarida Arruda (Profesora Auxiliar de la Universidade de Lisboa), Dr. Massimo Botto (Investigador del ISCIMA – Consiglio Nazionale delle Ricerche-Italia), Dr. Carlos J. Fabiâo (Profesor Asociado de la Universidade de Lisboa), D. Carlos Gómez de Avellaneda Sabio (Director del Museo del Istmo, La Línea de la Concepción), Dña. Rosalía González Rodríguez (Directora del Museo Arqueológico Municipal de Jerez de la Frontera), D. José María Gutiérrez (Director del Museo Histórico Municipal de Villamartín), D. Rafael Jiménez–Camino (Arqueólogo Municipal, Fundación Municipal de Cultura «José Luis Cano» de Algeciras), Dr. Baraka Raissouni (Profesor de Arqueología de la Universidad Abdelmalek Essaadi de Tánger–Tetuán), Dr. Pedro Rodríguez Oliva (Catedrático de Arqueología de la Universidad de Málaga), Dr. Ángel J. Sáez Rodríguez (Director del Instituto de Estudios Campogibraltareños), D. Fernando Villada Paredes (Arqueólogo Municipal de Ceuta, Museo Municipal de Ceuta)

## Ficha técnica
Las monografías publicadas han sido sometidas a un proceso de evaluación ciega por pares. Los ejemplares presentan resumen amplio en inglés y árabe.

## 1ª Monografía:Colección de cartografía histórica. Tres siglos de imágenes de la Bahía(H. Jiménez Vialás)
La primera monografía recoge un estudio exhaustivo de la colección de cartografía histórica del Ayuntamiento de San Roque, compuesta por 47 documentos de los siglos XVI a XIX, con especial atención a las datos arqueológicos que pueden extraerse de los mismos: menciones a Carteia, descripciones o dibujos de los restos del puerto, el acueducto, el teatro, la muralla, etc.  
La autora de esta primera monografía es la Dra. Helena Jiménez Vialás, especialista en cartografía histórica del Estrecho de Gibraltar y Arqueología del Paisaje. Para este trabajo, la autora ha confeccionado una base de datos específica para el estudio arqueológico de documentación de archivo (mapas, diarios, grabados, etc.) y ha catalogado más de 500 documentos en archivos tanto nacionales como británicos, franceses o austríacos, con los que comparar los mapas catalogados en este trabajo. La obra recoge además la entrevista al antiguo embajador D. Juan Durán-Loriga Rodrigáñez, a cuya generosa donación debe su actual importancia la Colección de Cartografía del Ayuntamiento de San Roque. 
La monografía incluye varios prólogos: de D. José María Sanz Martínez (Rector de la Universidad Autónoma de Madrid), de D. Ramón Segura Montaña (Director de la refinería Gibratar–San Roque de CEPSA) y de D. Antonio Pérez Girón (Cronista oficial de San Roque), así como una Presentación a la Serie por parte de la Dra. Lourdes Roldán Gómez.
CONTENIDO DE LA 1ª MONOGRAFÍA
- Introducción... p. 37
- Historia de la Cartografía. De la Prehistoria a nuestros días... p. 41
- El Campo de Gibraltar y la cartografía histórica... p. 183
- La Cartografía al auxilio de otras ciencias. El caso de la Arqueología... p. 119
- Génesis y formación de la Colección Cartográfica... p. 159
- Caracterización de la Colección Cartográfica... p. 171
- Catálogo de la Colección Cartográfica... p. 189
- Bibliografía... p. 378
- Resumen en inglés... p. 391
- Resumen en árabe (Traducción de Sabih Sadeq y Rosa Isabel Martínez Lillo; revisión de Bahira Abdelatif) p. 1

## Continuidad de la Serie
Aunque estaba prevista la publicación de la segunda monografía para el año 2013, para mantener así la periodicidad anual, los problemas de financiación creados por la crisis han obligado a detener la serie Sinus carteiensis por el momento. 